# Norske tog typ 92
Type 92 är ett tvådelat, dieseldrivet motorvagnståg som är konstruerat i Tyskland av Düwag AG. Tågets längd är drygt 49 meter, har en tomvikt kring 97 ton och har 136 sittplatser förutom när manövervagnen har en resegodsavdelning då antalet sittplatser är 114. Dess topphastighet är 140 km/h och det tillverkades under 1984-85 i 15 exemplar. Fjorton tågsätt är i drift eftersom ett skrotades efter en kollision i Åsta, Norge den 4 januari 2000. Upp till fyra enheter, det vill säga 8 vagnar, kan sammankopplas. Varje tvåvagnarssätt kostar cirka 28 miljoner kronor (prisnivå 2006).
För framdrivningen svarar två turboladdade 22-liters V-12:or från tyska Daimler Benz. Den totala dieselmotoreffekten är 714 kW. Dieselmotorerna driver två synkrongeneratorer från BBC och av tågets totalt 8 axlar är 2 drivna av varsin asynkronmotor. Boggierna som är tillverkade av Wegmann är luftfjädrade och har ett axelavstånd på 250 cm (löpboggi) och 255 cm (motorboggi). Boggin är av mjuk typ då hjulaxlarna ställer in sig radiellt i kurvorna. För bromsningen svarar tre system: reostatisk, block- och skivbroms. Tåget är utrustat med en 1 600 liter stor bränsletank.
Tåget har ett likspänningssystem med spänningen 110 V samt två stycken generatorer à 12 kW. Tågsättet kan även anslutas vid uppställning till 3-fas 220 V 50 Hz nät samt även 1 000 V 16 2/3 Hz samt 1 000 V 50 Hz. Generatorerna används även som startmotorer för dieselmotorerna.
Till skillnad mot många andra motorvagnar har BM92 konventionella skruvkoppel och buffertar. Vagnkorgen är (320 cm) bred och är tillverkad av lättmetall.
Invändigt är tågsättet indelat i fyra salonger. Det finns även en version (BFS) med resgodsrum samt en annan med kombinerat resgods- och postrum (BDFS). Antalet stolar i bredd är 2 + 2 men stolavståndet är endast 89 cm. Golvhöjden är ovanligt hög; hela 132 cm ovan rälsöverkant.
Tågen tillhör det statliga norska järnvägsfordonsföretaget Norske tog och används mest av SJ Norge runt Trondheim, men har förut gått i trafik även i Sverige. Tågen gick mellan 2007 och 2012 i Mittnabotågen mellan Östersund och Trondheim men går idag endast några få kilometer i Sverige in till Storlien.